# آلساندرو سیانی
آلساندرو سیانی (ایتالیایی: Alessandro Siani؛ زادهٔ ۱۷ سپتامبر ۱۹۷۵) بازیگر اهل ایتالیا است.
از فیلم‌هایی که وی در آن‌ها نقش داشته است، می‌توان به بار دوم فراموش نمی‌شود، آقای سعادت و بدترین هفته زندگی‌ام اشاره نمود.